# إسماعيل حمداني
إسماعيل حمداني (11 مارس 1930 – 7 فبراير 2017) سياسي ورئيس حكومة سابق. تقلد منصب رئيس الحكومة الجزائرية من 15 ديسمبر 1998 إلى 23 ديسمبر 1999 أي في فترة حكم اليمين زروال وعبد العزيز بوتفليقة. سبقه في هذا المنصب أحمد أويحي وخلفه أحمد بن بيتور.
توفي في 7 فبراير 2017.

## مناصب
تقلد عدة مناصب منذ سنة 1962 وهي كتالي:
- مستشار قانوني لوزير الإعلام (1962-1963)
- أمين عام للحكومة (1977-1979)
- مستشار برئاسة الجمهورية (1980-1983)
- سفير بالدانمارك (1983_1984)
- سفير بإسبانيا (1984-1985)
- سفير بفرنسا (1989-1992)
- رئيس الجمعية الجزائرية للعلاقات الدولية.[6]

## روابط خارجية
- إسماعيل حمداني على موقع مونزينجر (الألمانية)